# Kírkesx
Kírkesx (en rus: Кыркещ) és un poble de la República de Komi, a Rússia, segons el cens del 2010 tenia 10 habitants.